# 布拉赫奈宫

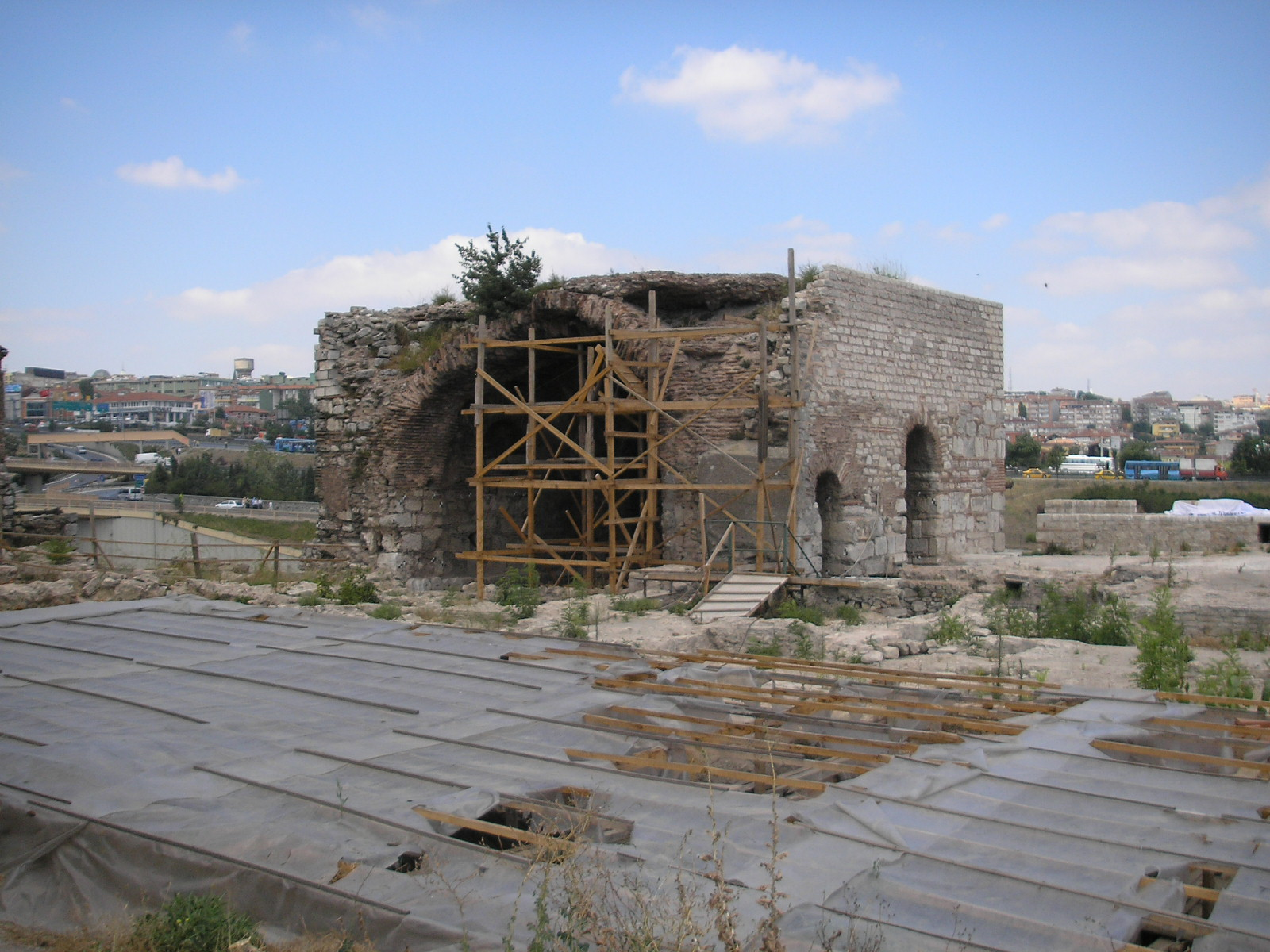
现代伊斯坦布尔市内尚存的拜占庭布拉赫奈宫的部分城墙。

41°02′02″N 28°56′25″E / 41.0339°N 28.9403°E
布拉赫奈宫是拜占庭帝国的皇宫，位于君士坦丁堡西北方的布拉赫奈郊区（现土耳其，伊斯坦布尔市，法蒂赫区，阿克萨赖地区）。现在布拉赫奈宫原址被许多建筑覆盖，对其描述仅存于文学作品中。

## 历史
布拉赫奈宫大约在公元500年修建于城市的第六座山丘上（君士坦丁堡与罗马同为七丘之城）。因此这座山丘也被改造了一部分，特别是在之后的时间里，为了支撑起山丘上各式各样的宫殿建筑群而修建了大量的阶台。尽管在4-11世纪里，皇帝的主要居住于城市最东端的大皇宫，但在10世纪君士坦丁七世皇帝（通统治间：913-959年）的著作《典仪论》（阐述宫廷的礼仪与规则的著作，其中第一章第27，34节、第二章第9节、第三章第12节的记载）中证实了皇帝有时也会移驾布拉赫奈宫。这段时间里，许多宫殿相关建筑相继出现：包括阿纳斯塔修斯一世修建并以自己名字命名的卧躺餐厅阿纳斯塔修斯大厅，海洋大厅（或作俄刻阿诺斯大厅），约瑟夫门廊（优塞菲科斯门廊）和多瑙大厅（丹乌比俄斯大厅，多瑙的希腊语名称）。并通过一连串楼梯与附近的希腊东正教圣地—布拉赫奈的圣玛丽亚教堂连接起来。
到11世纪，阿莱克修斯一世皇帝（统治时间：1081-1118年）将布拉赫奈宫作为自己的主要寝宫，他的孙子曼努埃尔一世（统治时间：1143-1180年）则对宫殿进行了大规模改造，包括加固宫殿的防御工事并建造新的大厅。特别是曼努埃尔一世修建一座精致的外城墙（布拉赫奈城墙，与狄奥多西城墙连为一体以防卫布拉赫奈宫）和几座华丽的大厅，诸如伊琳娜大厅（以其母匈牙利的伊琳娜命名）和波吕提摩斯大殿（Polytimos Oikos，意为贵重的宫殿），当时也将这一片宫殿群称为“新皇宫”。现在仅有宫殿群下方的阿涅马斯监狱遗存下来。第四次十字军东征后，拉丁帝国的皇帝们更青睐于紫衣贵族宫（τὸ Παλάτιον τοῦ Πορφυρογεννήτου），直到1261年君士坦丁堡光复后，巴列奥略王朝的皇帝们重新将布拉赫奈宫作为自己的主要居所。紫衣贵族宫的记录可以追溯至13世纪晚期，尽管它比布拉赫奈宫殿群稍微偏南，通常也被认为是其一部分。同时紫衣贵族宫也是现代唯一一座保存相对完好的拜占庭宫殿。

## 参阅
- 紫衣贵族宫
- 君士坦丁堡大皇宫
- 狮牛宫（英语：Boukoleon Palace）